# Кендъл Шмид
Кендъл Франсис Шмид (на английски: Kendall Francis Schmidt) е американски актьор и певец. Известен е с ролята си на Кендъл Найт в сериала „Биг Тайм Ръш“.

## Биография
Роден е на 2 ноември 1990 г. в Канзас в семейството на Кейти и Кент Шмид. Има двама по-големи братя – Кевин, който също е актьор, и Кенет Шмид.
Като дете играе в сериали като „Спешно отделение“, „Шепот от отвъдното“, „Фрейзър“ и други.
През 2009 г. Кендъл е одобрен след кастинг за ролята си в „Биг Тайм Ръш“. Сериалът има общо 4 сезона и 74 епизода. Той е основен вокалист на музикалната група Big Time Rush. Те имат 2 реализирани албума и трети, който излиза през 2013 г. Преди бандата Кендал е имал група заедно с Дъстин Белт, който е китарист на „Биг Тайм Ръш“.

## Дискография

### BTR (2010)
BTR e първият студиен албум на групата. Излиза на 11 октомври 2010 г. Първата песен, която пускат е „Биг Тайм Ръш“. Следват песните City is Ours, Any Kind of Guy и Famous. На 21 септември 2010 г. излиза промо сингъла Till I Forget About You. Той дебютира под номер 3 в Billboard 200 продавайки 67 хиляди копия през първата седмица. По-късно албума е обявен за златен с половин милион продадени копия в САЩ, над 3 милиона продадени копия в Мексико. Общо над 3,5 милиона продадени копия по целия свят.
На 15 февруари 2011 г. е представен първия официален сингъл на групата озаглавен „Boyfriend“. Класира се на номер 72 в „Billboard Hot 100“. Превръща се в най-успешната песен на бандата и се класира на 29 място в „Billboard Pop Songs chart“. Критиците наричат песента произволна. Джесика Дейвидсън нарича песента закачливата песен, защото B-b-boy-boy-boy-boy-boyfriend лесно се запомня и момичетата имали чувството, че пеят на тях.

### Elevate (2011)
Вторият студиен албум на групата излиза на 21 ноември 2011 г. Продава над 70 хиляди копия през първата седмица и се класира на 12 място в „Billboard 200“. Първата песен от албума „Music Sounds Better with U“ е написана от групата и от Райън Тедър, член на бандата One Republic. За да популяризира албума си те тръгват на първото си турне – „Better With U Tour“. На 5 юли групата обявява „Big Time Summer Tour“, тяхното национално турне. Песента „Windows down“, за която се водиха спорове, че е копирана от „Blur“ има авторски права и договор с Blur и по никакъв начин бандата и звукозаписната компания не могат да бъдат съдени замелодията. „Windows down“ е от новия албум, който излиза в края на 2012 г.

### 24\SEVEN (2013)
Това е третият албум на групата, който излиза на 11 юни 2013 година. Съдържа общо 15 песни.

## Филмография
| Година    | Филм                          | Роля            |
| --------- | ----------------------------- | --------------- |
| 2002      | Да отгледаш татко             | Ноа             |
| 2002      | According to Spencer          | Чад             |
| 2002–2003 | Фрейзър                       | Малкият Фрейзър |
| 2005      | Спешно отделение              | Деймиан         |
| 2004      | От местопрестъплението: Маями | Доминик         |
| 2008–2011 | Poor Paul                     | Джон            |
| 2009      | Шепот от отвъдното            | Джеф            |
| 2009      | Безследно изчезнали           | Шей Хенсън      |
| 2009–2013 | Биг Тайм Ръш                  | Кендъл Найт     |
| 2011      | Новините на Ник               | Себе си         |
| 2011      | Hand aufs Herz                | Себе си         |
| 2012      | Big Time Movie                | Кендъл Найт     |
| 2012      | How to Rock                   | Кендал Найт     |
| 2012      | Figure It Out                 | Себе си         |
| 2013      | Марвин Марвин                 | Себе си         |
| 2014      | The Great Migration           |                 |
| 2014      | Sole Patrol                   |                 |
| 2015      | Пингвините от Мадагаскар      | Бобърът Кендъл  |